# Selar crumenophthalmus
Selar crumenophthalmus és un peix teleosti de la família dels caràngids i de l'ordre dels perciformes.

## Morfologia
Pot arribar als 70 cm de llargària total.

## Distribució geogràfica
Es troba a les costes de l'oceà Índic i del Pacífic occidental (des de l'Àfrica oriental fins al sud del Japó, les Hawaii i Nova Caledònia), del Pacífic oriental (des de Mèxic fins al Perú, incloent-hi les Illes Galápagos), de l'Atlàntic occidental (des de Nova Escòcia, Bermuda, el Golf de Mèxic i el Carib fins a São Paulo -Brasil-) i de l'Atlàntic oriental (des de Cap Verd fins al sud d'Angola).